# Liste der Einträge im National Register of Historic Places im Washington County (Missouri)

Lage des Washington Countys in Missouri

Die Liste der Einträge im National Register of Historic Places im Washington County in Missouri führt alle elf aktuellen Bauwerke und historischen Stätten im Washington County auf, die in das National Register of Historic Places aufgenommen wurden.

## Legende
| NRHP | Historic Place    |
| HD   | Historic District |

## Aktuelle Einträge
| [ 3 ] | Name                                                | Bild                                                | Eintragsdatum        | Lage | Ort       | Beschreibung |
| ----- | --------------------------------------------------- | --------------------------------------------------- | -------------------- | --- | --------- | ------------ |
| 1     | Caledonia Historic District                         | Caledonia Historic District                         | 1986 ID-Nr. 86003389 | Abgegrenzt durch Patrick Street, College Street, Alexander Street und MO 21 37° 45′ 48″ N, 90° 46′ 18″ W | Caledonia |              |
| 2     | Cresswell Petroglyph Archeological Site             |                                                     | 1971 ID-Nr. 71000482 | Adresse nicht veröffentlicht                                                                             | Fertile   |              |
| 3     | George Cresswell Furnace                            |                                                     | 1988 ID-Nr. 88000613 | MO F 38° 2′ 27″ N, 90° 50′ 20″ W                                                                         | Potosi    |              |
| 4     | Land Archeological Site                             |                                                     | 1972 ID-Nr. 72000734 | Adresse nicht veröffentlicht                                                                             | Caledonia |              |
| 5     | Lost Creek Pictograph Archeological Site            |                                                     | 1971 ID-Nr. 71000481 | Adresse nicht veröffentlicht                                                                             | Caledonia |              |
| 6     | Palmer Historic Mining District                     |                                                     | 2010 ID-Nr. 10000964 | Adresse nicht veröffentlicht                                                                             | Potosi    |              |
| 7     | Harrison Queen House                                | Harrison Queen House                                | 2002 ID-Nr. 02000700 | Highway C, rund 2 km westlich der MO 21 37° 46′ 48″ N, 90° 47′ 55″ W                                     | Caledonia |              |
| 8     | Susan Cave (23WA190)                                |                                                     | 1989 ID-Nr. 89000758 | Adresse nicht veröffentlicht                                                                             | Shirley   |              |
| 9     | Washington County Courthouse                        | Washington County Courthouse                        | 2011 ID-Nr. 11000765 | 102 North Missouri Street 37° 56′ 12″ N, 90° 47′ 17″ W                                                   | Potosi    |              |
| 10    | Washington State Park CCC Historic District         | Washington State Park CCC Historic District         | 1985 ID-Nr. 85000517 | Abgegrenzt durch MO 102 und MO 104 38° 5′ 1″ N, 90° 41′ 13″ W                                            | Potosi    |              |
| 11    | Washington State Park Petroglyph Archeological Site | Washington State Park Petroglyph Archeological Site | 1970 ID-Nr. 70000352 | Adresse nicht veröffentlicht 38° 4′ 40,1″ N, 90° 41′ 1,3″ W                                              | Fertile   |              |